# Otiothops goloboffi
Espèce
Otiothops goloboffi est une espèce d'araignées aranéomorphes de la famille des Palpimanidae.

## Distribution
Cette espèce est endémique de la province de Salta en Argentine,.

## Étymologie
Cette espèce est nommée en l'honneur de Pablo A. Goloboff.

## Publication originale
- Grismado, 1996 : Una nueva especie de Otiothops Mac Leay de Argentina (Araneae, Palpimanidae). Extra, Museo Argentino de Ciencias Naturales, Nueva Serie, vol. 130, p. 1-2.